# Happy Wars
Happy Wars é um jogo eletrônico de RPG tático gratuito, desenvolvido e publicado pela Toylogic. Foi originalmente lançado para Xbox 360 em 12 de outubro de 2012 no Xbox Live Arcade como seu primeiro título free-to-play, e adicionalmente para Microsoft Windows em 28 de maio de 2014, mas a disponibilidade nos mercados on-line dessas plataformas e o serviço para essas plataformas foi descontinuado desde 17 de dezembro de 2018. A versão Xbox One foi lançada em 24 de abril de 2015 e agora é a única plataforma em que o jogo pode ser jogado.

## Jogabilidade
O jogo consiste em invadir o castelo do inimigo ao mesmo tempo que defende o seu, dentro dos castelos, existe uma edificação chamada Big Tower (Grande Torre) e para vencer, seu time deve destruir essa torre, uma tarefa muito difícil aliás, pois é preciso destruir o portão do castelo para iniciar a invasão.

### Classes
Warrior (Guerreiro) - A primeira classe disponível focada em combate direto.
Cleric (Sacerdote/Clérigo) - A segundo classe disponível no jogo, as habilidades incluem curar, ressuscitar e tele transporte. 
Mage (Mago) - Classe que tem uma grande especialidade em magia.